# Metroid Prime
A Metroid Prime egy akció-kalandjáték, amit a Retro Studios fejlesztett és adta ki a Nintendo a GameCube konzolra. A Metroid Prime a Metroid játéksorozat negyedik része, és az első játék ami 3D-s számítógépes-grafikát és belső nézetes perspektívát használ. Mivel a játék jobban összpontosít a felfedezésre a harccal szemben, a Nintendo „first-person adventure”nek (belső nézetű kaland) tartja, first-person shooter helyett. Eredetileg Észak-Amerikában adták ki 2002 novemberében, majd a következő évben Japánban, Európában és Ausztráliában. Az amerikai kiadást követő napon szintén kiadták a Game Boy Advance konzolra a Metroid Fusiont, ami a Metroid sorozat visszatérése nyolc éves kihagyás után a Super Metroid óta.
A Metroid Prime az azonos című alsorozat első része, ami az eredeti Metroid és a Metroid II: Return of Samus között játszódik.  Mint a játéksorozat korábbi részei, a Metroid Prime sci-fi környezetben játszódik, ahol a játékos irányítja a fejvadász Samus Arant, aki a játéksorozat főszereplője. A játék történetében Samus harcol az Űrkalózokkal és az ők biológiai kísérleteikkel a Tallon IV bolygón. A játék egy együttműködés volt az austini Retro játékstúdió stábja és a japán Nintendo dolgozói (beleértve a producerek Mijamoto Sigeru és Tanabe Kenszuke) között.
A játék kritikai dicséretet és kritikai sikert ért el, Észak-Amerikában több mint egy millió példányban kelt el. Több „Game of the Year” díjat nyert, valamint sok kritikus és játékos szerint ez minden idők egyik legjobb videójátéka, és továbbra is ez az egyik legmagasabb értékeléssel rendelkező játék a Metacriticen. 2009-ben Japánban kiadták a játék továbbfejlesztett változatát Wii-re, majd Japánon kívül a Metroid Prime: Trilogy összeállítás részeként.

## Játékmenet
A Metroid Prime egy 3D-s akció-kalandjáték, amiben a játékosok irányíthatják a sorozat főszereplőjét, Samus Arant, ezúttal belső nézetből, de a „Morph Ball”os részek külsőnézetesek. A játékmenet tartalmaz megoldandó rejtvényeket, amik titkokat fednek fel, és egy célbafogó mechanikát, ami által „körrajzolhatjuk” az ellenséget, miközben rá célzunk.
Samusnak be kell járnia a Tallon IV világát, hogy megtalálja a tizenkettő Chozo Ereklyét, amik által bejuthat a Phazon meteor becsapódási kráterébe, miközben power-upokat gyűjt, hogy új területekre juthasson el. A „Varia Suit” például megvédi Samus páncélzatát a forróságtól, és bejuthathat a vulkanikus területekre. Bizonyos tárgyakat csak a boss harcok után lehet beszerezni. A tárgyakat egy bizonyos sorrendben kell begyűjteni, mert a játékosok nem juthatnak el bizonyos területekre, amíg nem találnak bizonyos lövő sugarakat, hogy kinyíljon a megfelelő ajtó, vagy felfedezni új fegyvereket, amik által le lehet győzni a bossokat. A játékosok arra lettek ösztönözve, hogy keressék meg azokat a frissítéseket, amikkel ki lehet bővíteni a rakétamuníció és az életerő kapacításait.
A HUD, szimulálja Samus sisakjának belsejét, ami tartalmaz egy radarképernyőt, egy térképet, egy rakétamuníciómérőt, egy életerőmétert, egy veszélymérőt, amivel figyelmeztet a veszélyes helyekre és anyagokra, valamint a bossoknak egy életerősávot és a nevük megjelenítését. A képernyőt meg lehet változtatni a „visor”ok váltásával: van egy szkenner, ami felfedi az ellenségekkel kapcsolatos információkat, megismerhetünk különféle háttér-információkat és bizonyos eszközöket aktivál; egy másik „visor” által láthatjuk a hőképet, és van ami mutatja a röntgenképet. A játékban bemutatkozik egy útmutató rendszer, ami nyomokat ad a játékosnak, ami által végighaladhatunk a játékon.
A játékosok hozzáférhetnek két extrához, ha a Prime-ot összekapcsoljuk a Metroid Fusionnel a GameCube – Game Boy Advance link cable által: elérhetővé válik a „Fusion Suit” mint alternatív külső Samus páncélzatának, valamint maga az eredeti Metroid.

### Tárgyak
A játék során a játékosoknak meg kell találniuk bizonyos tárgyakat, amik felerősítik Samus fegyverzetét és ruházatát, beleértve a fegyvereket, a páncélzat frissítéseket Samus „Power Suit”jának és a tárgyakat, amik képességekkel ruházzák fel őt – például a „Morph Ball” által Samus labdává változhat, hogy átjuthasson a keskeny átjárókon, és hogy bombákat rakjon le vagy a „Grapple Beam” amivel ráragadva a különleges horgokra Samus átlengeti magát a réseken. Eltérően a sorozat előző részeitől, a sugárfegyvereknek a Metroid Prime-ban nincs halmozási képesség, ami által minden sugár képessége összeolvad. Ehelyett a játékosnak váltania kell a négy sugárfegyver között, vannak töltőkombinációk, amiknek teljes más hatása van. Más frissítések közzé tartozik a „Space Jump Boots”, amivel Samus duplát ugorhat, és egy „Spider Ball”, amivel megmászhatja a mágneses síneket.
Tárgyak a korábbi Metroid játékokból megjelennek megváltoztatott funkciókkal. Galériák és különféle befejezések elérhetővé válnak, ha a játékos minél több tárgyat gyűjt be, vagy bejegyzést szkennel be. A Prime az egyike az első Metroid játékoknak, ami megmagyarázza, hogy Samusnak miért nincsenek meg az előző játékban beszerzett power-upjai: az elején még meg voltak neki például a „Varia Suit”, a rakéták vagy a „Grapple Beam”, de elvesztek egy robbanás miatt a játék elején. A producerek azt állították, hogyha a játékos elkezdi a játékot pár power-upal, akkor „más dolgokat csinálna” és, hogy meg kelljen tanulnia a tárgyak funkcióit, mielőtt belekerülnének az alapvető játékmenetbe.

## Szinopszis

### Háttér és helyszín
A Metroid Prime a Prime trilógia első része. A Retro Studios írt egy kibővített történetet, ami jelentősen eltér a korábbi Metroid játékoktól. Rövid átvezetők jelennek meg a fontos csaták előtt, és egy szkennerrel a HUD-ból, ki lehet vonni a tárgyakból a háttértörténettel kapcsolatos információkat. A Prime trilógia az első kettő Metroid között játszódik, de bizonyos források, mint például a korábbi brazil Nintendo forgalmazó a Gradiente vagy a Nintendo Power képregényadaptációja szerint a Prime játékok a Super Metroid után játszódnak. A brazil hirdetés szerint a Phazon meteor a Zebes bolygó darabja, ami a Super Metroid után pusztult el. Ugyanakkor az egyik hajó naplóbejegyzés a Metroid Prime 3: Corruptionben felfedi, hogy a meteor egy „Leviathan” a Phaaze bolygóról.
A játék a Tallon IV bolygón játszódik, ahol korábban éltek a Chozo-faj tagjai. Öt évtizeddel ezelőtt a Chozo-faj elpusztult miután egy meteor csapódott a bolygóba. A meteor megfertőzte a bolygót egy rontó, mutagén anyag, amit az Űrkalózok Phazonnak neveztek el, és vele jött egy teremtmény, amit a Chozo úgy ismert, hogy „a Féreg”. A „Tallon Overworld”ben (Tallon Külvilág) az Artifact Temple-ben (Ereklye Templom) épült egy pecsét, hogy elzárja a meteor energiáját és hatását a kráterbe, ahol landolt, és amit az Űrkalózok megpróbálják megbénítani vagy meggyengíteni, hogy jobban kivonják a Phazont. Az elszigetelési mezőbe a tizenkettő Chozo ereklye megszerzésével lehet bejutni, amik szét vannak szórva a bolygón.

### Történet
Samus Aran vészhívást vesz az Orpheon nevű Űrkalóz fragettről, aminek a legénységét lemészárolták az Űrkalózok saját genetikailag módosított kísérletalanyai. A hajó magjában szembeszáll a Parazita Királynővel, a hajón levő kicsi paraziták óriási változa. A Parazita Királynő legyőzése után a reaktormagba zuhanva okozza a hajó pusztulását. Miközben Samus menekül a fragettről belefut Ridley kibernetikus változatába, Meta Ridley-be. A szökés során egy robbanás megrongálja Samus páncélzatát, ami több képességének meghibásodását okozza. Samus megszökik a fragettről és hajójával követi Ridley-t a közelben levő Tallon IV bolygóra.
Miután landol a „Tallon Overworld”ben (Tallon Külvilág), Samus bejárja a Tallon IV közeli területeit és felfedezi a „Chozo Ruins”ot (Chozo Romok), a Chozo civilizáció maradványait. Miközben felfedezi a romokat megtudja, hogy a bolygó Chozoit megölte az a Phazon anyag, ami egy meteorból származik, ami régen a bolygóba csapódott. Miután visszaszerezte az elvesztett képességeket a romokban, Samus eljut a „Magmoor Caverns”be (Magmoor Barlangok) ami egy sor lávával töltött alagút, amit az Űrkalózok geotermikus energiaforrásnak használtak. Az alagutak után Samus megérkezik a „Phendrana Drifts”hez (Phendrana Sodrások), egy hideg hegyvidéki területre, ahol rátalál egy régi Chozo romra és az Űrkalózok kutatólaborjaira, ahol kutatták a Metroidokat. Miután új képességekre tett szert, Samus bejárja Orpheon hajóroncsát majd bejut a „Phazon Mines” (Phazon Bányák), ahol megismeri a Phazon kutatási projekt eredményét, beleértve a Metroid Prime-ot, egy teremtmény, ami a Tallon IV-re érkezett a meteorral együtt. Jobban belemélyedve a bányába Samus végigküzd a Phazon által felerősített Űrkalózokon, majd megszerzi a „Phazon Suit”ot a rettenetes Omega Kalóz legyőzése által.
Samus felfedezi az Artifact Temple-ot (Ereklye Templom), amit a Chozok azért építették, hogy benne tartsák a Metroid Prime-ot, és, hogy megállítsák a Phazon elterjedését a bolygón. Hogy bejuthasson a Becsapódási Kráterbe, Samusnak össze kell gyűjtenie és egyesíteni a tizenkét Chozo ereklyét. Miután Samus visszatér a templomba az ereklyékkel, Meta Ridley felbukkan, és megtámadja őt. Samus legyőzi Ridley-t, majd bejut a Impact Craterbe, ahol szembeszáll a Metroid Prime-al. Miután legyőzte őt a Metroid Prime elnyeli Samus „Phazon Suit”ját és felrobban. Ezt követően Samus elszökik az összeeső kráterből, és elhagyja a bolygót a hajójával. Ha a játékos úgy viszi ki a játékot, hogy megszerez minden tárgyat, akkor láthatjuk azt, ahogy a Metroid Prime helyreállítja magát egy Samusra hasonlító testre.

## Fejlesztés
A producer Mijamoto Sigeru szerint, a Nintendo nem fejlesztett Metroid játékot Nintendo 64-re (N64), mert a társaság „nem tudott konkrét ötletekkel előállni”. A Metroid társkészítője, Szakamoto Josio nem tudta elképzelni, hogy lehessen irányítani Samus-t az N64 kontrollerével. A Nintendo megkörnyékezett egy másik társaságot, hogy csináljanak N64-re Metroid játékot, de elutasították az ajánlatot, feltehetőleg azért, mert a fejlesztők nem tudták, hogy hogyan csináljanak méltó utódot a Super Nintendos Super Metroidnak.
A Metroid Prime egy együttműködés a Nintendo EAD és R&D1 és az amerikai társaság a Retro Studios között. A Retrót a Nintnedo és Jeff Spangenberg az Iguana Entertainment alapítója összeállása által alapították meg 1998-ban. A stúdió eredeti célja az volt, hogy az akkoriban következő Nintendo konzolra, a GameCube-ra fejlesszen felnőtteket célzó játékokat. Miután létrehozták az austini irodáikat 1999-ben, a Retro négy GameCube projekten kezdett el dolgozni. Mikor Mijamoto meglátogatta a Retrot 2000-ben, azt javasolta, hogy csináljanak egy új Metroid játékot, miután látta az ők FPS-motor prototípusokat. 2000-ben és 2001 elején a Retro elkaszálta a stúdió négy eredeti játékát, beleértve egy szerepjátékot a Raven Blade-et, hogy a Prime-ra összpontosítsanak. A fejlesztés utolsó kilenc hónapjában a Retro személyzete heti 80-100 órákat dolgozott, hogy elkészüljenek határidőre. A vezető művész, James Dargie szerint „Azt hiszem, hogy majdnem hat hónapba telt, hogy csináljuk az első szintet, amelyet a Nintendo jóváhagyott, és aztán kevesebb mint egy évünk volt megcsinálni a játék nagy részét.”

„Mi nem akartunk csinálni egy újabb First Person Shootert. ...Készíteni egy First Person Shootert olcsó és könnyű volna. Mi minden bizonnyal ezeket a témákat és koncepciókat a Metroidban, meg akartuk csinálni. Átültetni ezeket a dolgokat 3D-be igazi kihívás volt. Például áthelyezni a morph ballt volt az egyik legnehezebb dolog, amit megcsináltunk.”

– Michael Kelbaugh, a Retro Studios elnöke 2003 óta

A Nintendo csinálta a zenét, a Retro dolgozott dizájnokon és játékmotoron, és mindkét csapat dolgozott a teljes tervezésen. A japán csapat, akik közzé tartoztak a producerek Mijamoto, Tanabe Kenszuke, Miki Kendzsi, valamint a tervező és a Metroid társalkotója Szakamoto Josio kommunikált a Retroval e-maileken, telefonkonferenciák és személyes találkozók által. A játékot eredetileg külsőnézetesnek tervezték, de miután Mijamoto közbelépett, hogy legyen a játék belsőnézetes, ami miatt majdnem minden fejlesztést selejteztek. A változás a Rare által tapasztalt kameraproblémák miatt történtek, amikor a brit fejlesztő fejlesztette a Nintendo 64-es Jet Force Geminit. A rendező Mark Pacini szerint, Mijamoto „úgy érezte, hogy a külsőnézetes lövöldözés nem volt elég intuitív”; Pacini szintén mondta, hogy a felfedezés könnyebb belsőnézetben. Pacini azt mondta, hogy miután ez a perspektíva lett választva, a csapat úgy döntött, hogy nem csinálnak egy hagyományos FPS-t. Azt mondta, hogy „Mi nem próbáltunk megfelelni ahhoz a műfajhoz. Mi úgy döntöttünk, hogy lebontjuk a belsőnézetes játékok sztereotípiáit, és csinálunk egy szórakoztató Metroid játékot.”
Pacini azt állította, hogy a Retro úgy próbálta megtervezni a játékot, hogy csak a boss harcok legyenek nehezebbek és a játékosok ne féljenek felfedezni, mert „a játék kihívása az volt, hogy megtaláld az utad”. A vezető tervező Mike Wikan azt mondta, hogy a felfedezés vezetett ahhoz, hogy a csapat időt töltsön azzal, hogy az platform ugrálást „hozzáférhetővé tegyék a játékosnak”, és hogy biztosítsák a játékmenetben „a lövöldözés [legyen] nagyon fontos, de másodlagos, tényező”. A történetet a Retro készítette Szakamoto Josio felügyelete alatt, aki ellenőrizte, hogy az ötletek összhangban legyenek az előző játékok történeteivel. A fejlesztők azt akarták, hogy Kraid, egy boss az eredeti Metroidból és a Super Metroidból jelenjen meg a Prime-ban, és a tervező Gene Kohler modellezte meg erre a célra, de kivágták a határidő miatt. A csapat bele akarta rakni a „Speed Booster” tárgyat a Super Metroidból, de arra a következtetésre jutottak, hogy nem működne a belsőnézet és a „korlátozások, amit a környezetünk mértéke szabott ki” miatt.
A játék első nyilvános megjelenése egy tíz másodperces videó volt a 2000-es SpaceWorldön. Ugyanannak az évnek novemberében a Retro Studios megerősítette a részvételét a játékban a weboldaluk „pályázati” részén. 2001 februárjában a Nintendo megerősítette a játékot, valamint azt is bejelentette, hogy felfedezésen lesz a hangsúly és annak ellenére, hogy belsőnézetes, a Metroid Prime „First-Person Adventure” játék lesz „First-Person Shooter” helyett. 2001 májusában a játékot bemutatták a 2001-es E3-on azzal a megerősített címmel, hogy Metroid Prime.

### Audio
Jamamoto Kendzsi, Kjuma Kouicsival komponálták a zenét a játékhoz. A játékzene tartalmaz zenéket a korábbi játéksorozat korábbi részeiből, ugyanis Jamamoto azt akarta, hogy „kielégítse a régi Metroid rajongókat. Ez nekik ajándék” mondta. Az eredeti zene a „Tallon Overworld”nél, az eredeti Metroid Brinstar zenéjének újraértelmezése; a „Magmoor Caverns” zenéje egy új változata a Super Metroid „Lower Norfair”jének (Alsó Norfair), míg a zenét amit Meta Ridley elleni harcnál hallunk egy pörgős újragondolása Ridley boss zenéjének, amit a Super Metroidban hallhattunk – ami azóta több Metroid játékokban is megjelent. A Tommy Tallarico Studios biztosította volna a játék hangeffektjeit, de Mijamoto Sigeru nem találta elég jónak egy kibővített bemutatásra a 2001-es SpaceWorldön. A játék támogatja a Dolby Pro Logic II beállításokat és lehet játszani térhangzásban. A hivatalos soundtrack Metroid Prime & Fusion Original Soundtracks címmel jött ki, amit a Scitron adott ki 2003 június 18-án adott ki.
 

## Kiadás
A Metroid Prime-ot a GameCube konzolra 2002. november 17-én adták ki Észak-Amerikában, majd Japánban 2003. február 28-án és Európában 2003. március 21-én jelent meg.
A játéknak öt változat van GameCube-ra. Az eredeti Észak-Amerikai és Japán NTSC változatok, és a második Észak-Amerikai változat, ami tartalmaz kisebb változtatásokat, mindegyik használt egy töltőt, ami időnként a játékon belül befagyást okozott bizonyos szobákban. Az európai PAL változatban megoldották ezeket a glitch-eket, és olyan további változtatásokat tartalmaz, mint például megváltoztatták a játékmenetet, hogy megakadályozzák a „szekvencia törést”; egy lassabb töltőt, hogy megakadályozzák az alkalmi befagyásokat; kissé eltérő történetrészletezést; valamint narrációt a bevezető és befejező jelenetekhez. A PAL változat bizonyos változtatásait átvették az NTSC régió Player’s Choice újrakiadásba, további változtatásokkal együtt, amik nem kerültek bele más kiadásokba. Ezt a változatot egy ezüst GameCube mellé adták, amihez hozzáadtak egy második lemezt, ami tartalmaz egy előzetest és egy demót a Metroid Prime 2: Echoeshoz; valamint egy idővonalat a Metroid játékokhoz és egy képtárat.

### Újrakiadás
A Metroid Prime kapott egy újrakiadást ami Japánban jelent meg 2009. február 19-én, Wii-re, a New Play Control! széria részeként. Az irányítást felújították a Wii Remote mutató funkciójához. A credit rendszert a Metroid Prime 3: Corruptionból szintén belekerült, amivel ki lehet nyitni eredeti bónusz tartalmakat, és a képességet, hogy pillanatképet vegyünk a játékból. Nemzetközileg a Wii változatot a Metroid Prime: Trilogy, egylemezes összeállításban (Prime, Echoes és Corruption) jött ki Wii-re. 2015. január 29-étől az összeállítást le lehet tölteni a Wii U Nintendo eShopjából.

## Fogadtatás
| Összegzőoldal | Értékelés |
| ------------- | --------- |
| Metacritic    | 97/100    |

| Szerző         | Értékelés |
| -------------- | --------- |
| AllGame        | [ 52 ]    |
| Edge           | 9/10      |
| EGM            | 10/10     |
| Game Informer  | 9.5/10    |
| GameSpot       | 9.7/10    |
| GameSpy        | 96/100    |
| IGN            | 9.8/10    |
| Nintendo Power | [ 56 ]    |

| Szerző                         | Díj                                                                                |
| ------------------------------ | ---------------------------------------------------------------------------------- |
| IGN                            | Szerkesztő Választása 2002 Legjobb GameCube Játéka A 2002-es Év Játékának befutója |
| GameSpot                       | Szerkesztő Választása A 2002-es Év Játéka                                          |
| GameSpy                        | A 2002-es Év Játéka                                                                |
| Electronic Gaming Monthly      | Platina Díj Az Év Játéka (2002)                                                    |
| Nintendo Power                 | Az Év Játéka (2002)                                                                |
| Edge                           | Szerkesztő Választása A 2002-es Év Játéka                                          |
| Interactive Achievement Awards | „Console First-Person Action” (6. évi)                                             |
| Game Developers Choice Awards  | Az Év Játéka Kiválóság Pályadizájnban (2003)                                       |
| The Michigan Daily             | 2002 legjobb videójátéka                                                           |

A Metroid Prime lett az egyik legjobban elkelő játék GameCube-on. Ez volt a második legkelendőbb játék Észak-Amerikában 2002 novemberében, a Grand Theft Auto: Vice City mögött; 250 ezer példány kelt el az első héten kiadás után. 2006 júliusáig a játék több mint 1,49 millió példányban kelt el az Egyesült Államokon belül, és több mint 50 millió dollár volt a bevétel. Ez volt a nyolcadik legjobban elkelő GameCube játék Ausztráliában. Több mint 78 ezer példány kelt el Japánban, és a Nintendo hozzáadta a Player’s Choice-hoz a PAL régióban.
A Metroid Prime kritikai elismerésben részesült. Az Electronic Gaming Monthly a játékot egy tökéletes kritikai pontszámmal díjazta. Több Game of the Year díjat nyert, valamint dicsérték a részletes grafikáért, a speciális effektusokért, a változatos környezetekért, a hangulatos játékzenéért és hangeffektért, a pályadizájnért, a magával ragadó atmoszféráért, valamint az innovatív játékmenetért, ami a felfedezésre összpontosított szemben az olyan akciójátékokkal, mint a Halo, miközben hűséges marad a Metroid formulához. Ugyanakkor kritizálták a szokatlan irányítást, a történetre való összpontosítás hiányát és az ismétlődő visszaléptetéseket. A Game Informer az irányítást furának találta; az Entertainment Weekly a játék olyan mint egy „1990-es évekbeli játéktermi játék, benne nagy csatákkal, látványos vizuális effektekkel – és egy nagyon gyenge történettel”; valamint a GamePro azt állította, hogy tapasztalatlan játékosok „fárasztónak találhatják azt, hogy újra és újra és újra vissza kell menniük a korábbi helyekre”. 2004-ben egy videojáték témájú műsor, a Filter szerint a Metroid Prime-nak voltak minden idők legjobb grafikái.
A Metroid Prime megjelent számos legjobb játékok listán; ez volt 23. helyen az IGN Top 100-ban; a 29. helyen egy 100 játék listán, ahová a GameFAQs felhasználók választottak; és a 10. helyen a Nintendo Power „Top 200 Nintendo Games Ever”-ben. and 10th in Nintendo Power's "Top 200 Nintendo Games Ever". Az IGN a Metroid Prime-ot nevezte meg a legjobb GameCube játéknak, miközben a GameSpy a harmadik helyre rangsorolta egy hasonló listán a The Legend of Zelda: The Wind Waker és a Resident Evil 4 mögött. A Nintendo Power szintén a játékot a 2000-es évek hatodik legjobb játékaként rangsorolta. A Wired a játékot a 10. helyre rangsorolta a „az évtized 15 legbefolyásosabb játéka” listáján, amiért népszerűsítette a „felfedezést, a rejtvényfejtést, a platformerezést és a történetet” a FPS-eknél, mondván a játék „kitörte a műfajt a Doom ragadásából”. A Wired írója folytatta: „Ez a GameCube cím egy hatalmas lépés a belsőnézetes játékoknak.” A Metroid Prime szintén népszerű lett a speedrunner-ező játékosok körében; és olyan specializált közösségek alakultak, hogy megosszák ezeket a speedrun-okat.

## Utóhatás
A Metroid Prime kiadása után négy további belsőnézetes játék és egy flipper spin-off jött ki. A folytatást, aminek a címe Metroid Prime 2: Echoes – amiben Samus az Aether bolygóra utazik és felfedezi, hogy egy Phazon meteor csapódott oda, ami létrehozott egy alternatív dimenziót, valamint harcol egy rejtélyes ellenségel Sötét Samusal – 2004 novemberében jött ki GameCube-ra. Ezután kijött a Metroid Prime Pinball, egy spin-off játék, ami tartalmazza a Metroid Prime helyszíneit és bossjait, a Fuse Games fejlesztette és jött ki 2005-ben Nintendo DS-re.
A következő játék a Metroid Prime Hunters Nintendo DS-re; aminek a története a Prime és az Echoes között játszódik. A játék demója, aminek a címe Metroid Prime Hunters: First Hunt, a Nintendo DS mellé adták és a teljes játékot 2006. március 20-án adták ki Észak-Amerikában, majd 2006 május 5-én Európában. A történetben Samus megpróbál felfedezni egy „végső hatalmat”, miközben hat rivális fejvadásszal száll szembe. A Hunterst nem a Retro Studios, hanem a Nintendo redmondi leányvállalata, a Nintendo Software Technology fejlesztette. Ez a játék több FPS jelleggel rendelkezett mint a Prime-nak, vagy az Echoesnak, eltávolítván a segített célzást, a játékmenet jobban összpontosít az akcióra, és különböző többjátékos módokat tartalmaz.
A Metroid Prime harmadik főbb része a Metroid Prime 3: Corruption volt, ami az eredeti Prime trilógia befejezése volt. 2007. augusztus 27-én adták ki Wii-re. A Corruption történetében Samust megfertőzte a Phazon, miután megtámadta Sötét Samus, aki egy Űrkalóz csoport vezetője lett és Phazon Magokat küld a galaxis bolygóira, hogy korrumpálja azokat. A Corruption játékmenete eltér a Prime-étól és az Echoesétól; a segített célzást kicserélték a Wii Remote szabad célzásával, és a cserélhető sugarakat kicserélték egy halmozó frissítési rendszerrel.
A Corruption kiadását követően a Retro személyzete elkezdett dolgozni egy játékon, amiből a Donkey Kong Country Returns lett, hagyván egy kis csapatot, hogy portolják a trilógia korábbi részeit Wii-re. A Prime-ot és az Echoest újrakiadták a „New Play Control!” részeként Japánban, valamint világszerte a Metroid Prime: Trilogy összeállítás részeként. A következő eredeti cím a sorozatban a Metroid Prime: Federation Force Nintendo 3DS-re, bejelentve a 2015-ös E3-on és kiadva a következő évben. A játékot a Nintendo vancouveri leányvállalata a Next Level Games fejlesztette, és a kooperatív lövöldözésre összpontosított, valamint egy küldetés alapú szerkezetre legfeljebb négy játékosnak miközben Samus szerepét kisebb cameo-kra csökkentették a főtörténetben. A bejelentés kezdetben kiakasztotta a rajongókat, mert a játék időzítése és maga a cím nem az amit vártak öt éves kihagyás után, a megosztó 2010-es játék a Metroid: Other M óta.
A negyedik főrész a sorozatban a Metroid Prime 4 lesz, amit a Nintendo a a 2017-es E3-on jelentettek be, és jelenleg fejlesztik Nintendo Switch-re. Eleinte úgy jelentették be, hogy a játékot egy teljesen új csapat fejleszti a sorozat producere Tanabe Kenszuke felügyelete alatt, a Retro Studios helyett. Az Eurogamer 2018 februári jelentése szerint a Bandai Namco Singapore fejleszti a Nintendóval, és hogy a projektben részt vesz néhány alkalmazott, akik az elkaszált Star Wars 1313-on dolgoztak. Ugyanakkor 2019 januárjában a Nintendo posztolt egy fejlesztői frissítést a YouTube-on, hogy a Metroid Prime 4-et újrakezdik és projektet a Retro Studios fogja kezelni.
A Metroid Prime elemei megjelentek más játékokban, mint a Super Smash Brosl. Brawlban, ahol a Frigate Orpheon/Orpheon Fragett egy játszható pálya, megjelenik a Parazita Királynőt a háttérben, és bizonyos zenék a játékból jelennek meg, mint háttérzene. A pálya később visszatért a Super Smash Bros. Ultimate-ben. A Metroid Prime játékmenet stílusát és a HUD-okat később befolyásolták és hasonlították a későbbi FPS-ekhez, mint például a Geist vagy a Star Wars: Republic Commando.

## Fordítás
- Ez a szócikk részben vagy egészben  a   Metroid Prime című angol Wikipédia-szócikk fordításán alapul.  Az eredeti cikk szerkesztőit annak laptörténete sorolja fel. Ez a jelzés csupán a megfogalmazás eredetét és a szerzői jogokat jelzi, nem szolgál a cikkben szereplő információk forrásmegjelöléseként.